# Жумагалиев, Абдолла
Абдолла Жумагалиев (каз. Абдолла Жұмағалиев; 3 апреля 1915, ныне Сырымский район Западно-Казахстанской области — 1942) — советский казахский поэт. Погиб в годы Великой Отечественной войны.

## Биография
Окончил среднюю школу в родном ауле. В 1934 году поступил на факультет языка и литературы Уральского педагогического института. В 1936 году переехал в Алма-Ату и перевёлся на филологический факультет Казахского педагогического института. В 1938—1939 годах преподавал в Кызылординском техникуме. В 1939—1941 годах работал редактором издательства Казахской государственной литературы.
После начала Великой Отечественной войны Жумагалиев был призван в армию. Во время боёв за одно из сёл, выполняя приказ командования, прикрывал огнём отступление своих сослуживцев. Немцы окружили дом, в котором оборонялся Жумагалиев, и сожгли его там заживо. Подвигу поэта посвящена поэма К. Аманжолова «Ақын өлімі туралы аңыз» («Сказание о смерти поэта», 1943).
Первое стихотворение Жумагалиева было напечатано и альманахе «Біздің еңбек» (Уральск, 1934). Автор лирических поэм «Токиодағы дауыс» («Голос в Токио»), «Шығыс қызы» («Восточная девушка»), «Асан туралы аңыз» («Легенда об Асане»). Перевёл на казахский язык произведения Байрона, М. Лермонтова, Низами, Токтагула. Литературное наследие поэта вошло в сборники «Таңдамалы өлеңдер» («Избранные стихи», 1945), «Өшпес жалын» («Неугасимое пламя», 1962), «Өлмес өмір дастаны» («Дастан о бессмертии», 1985).

## Сочинения
- Таңдамалы өлеңдер, Алматы, 1945;
- Өпшеген жалың Алматы, 1962.